# Udruženje likovnih umjetnika Crne Gore
Udruženje likovnih umjetnika Crne Gore (ULUCG) je staleška organizacija likovnih umjetnika i stvaralaca koji žive i rade u Crnoj Gori. Od svog osnivanja, pa do danas, Udruženje je bilo jedan od glavnih nosilaca tekućeg likovnog života i pokretač otvaranja mnogih galerija, salona i drugih likovnih manifestacija u Crnoj Gori.

## Istorijat
ULUCG je osnovano 24. marta 1946. godine na Cetinju. Još 1944. godine, inicijativu da se osnuje Udruženje, dala je grupa slikara i vajara, okupljena u Umjetničkom ateljeu pri Ministarstvu prosvjete Crne Gore. Od tada, do danas, radi kontinuirano, na profesionalnom nivou. Od 2000. godine ULUCG je NVO.

## Aktivnosti
Udruženje, kao staleška organizacija pruža podršku članovima i doprinosi poboljšanju uslova rada umjetnika. Organizuje kolektivne i samostalne izložbe i pruža pomoć za pojedinačne izložbe svojim članovima. Zalaže se za poboljšanje pravne legislative iz svog domena, izgradnju umjetničkih ateljea i izložbenih prostora, nabavku materijala, promet umjetničkih djela, štiti pravne interese svojih članova, a posjeduje i nadograđuje obimnu dokumentacionu građu. Postojeći dokumentacioni centar ULUCG-a sadrži dokumentaciju za oko 400 umjetnika, sa biografskim podacima, koji su unijeti u postojeću bazu podataka. Posjeduje nekoliko hiljada slajdova, najznačajnijih djela crnogorske likovne umjetnosti.
2005. godine ULUCG je postalo punopravni član Evropske asocijacije umjetničkih udruženja (IAP), pa smo u tom statusu učestvovali na Kongresu u Istanbulu, juna mjeseca 2005. godine, septembra mjeseca 2006. u Briselu i juna mjeseca 2007.godine u Berlinu. U oktobru 2007. godine održan je Kongres IAP u Crnoj Gori.
Udruženje priređuje, pomaže i vrši razmjenu izložbi sa drugim udruženjima i njihovim članovima, kao i sa inostranim stvaraocima iz oblasti likovne umjetnosti. Na Udruženje treba gledati, ne samo sa stanovišta staleških potreba umjetnika, već i kao nedjeljivi dio kulturnih potreba Crne Gore.
ULUCG danas broji 400 članova, od kojih 330 sa završenom visokom školom likovnih umjetnosti, sedamdesetak sa završenom magistraturom.
U prostoru Umjetničkog paviljona, ULUCG organizuje godišnje između 15 i 20 samostalnih izložbi. Poslednjih godina organizovane su zapažene izložbe crnogorskih i gostujućih umjetnika, kao i više kolektivnih izložbi (Tradicionalna izložba ULUCG-a, Tradicionalna izložba, ”Art Expo”, I i II sajam umjetnina - Budva, ”Tragom kičevskih druženja”, ”Prepoznavanja”. Posljednje dvije izložbe su rađene na bazi reciprociteta sa Makedonijom i Srbijom.
Udruženje je prezentovalo savremenu crnogorsku umjetnost u: Beču, Gracu, Kelnu i Lincu , kao i izložbu "Crnogorska umjetnost", koja je prikazana u Galeriji "Collegium artisticum", u Sarajevu. Januara 2006. u organizaciji ULUCG-a organizovana je izložba "Biljezi ULUCG 1995-2005." koja je predhodno održana u Parizu u Kulturnom centru Srbije i Crne Gore. Izložba ”Savremena crnogorska umjetnost” realizovana je u galeriji ”Karas” u Zagrebu, oktobra 2008, kao i izlozba ”Savremena crnogorska umjetnost” u Beču, 2009.
2010. Izložba 33 umjetnika – člana ULUCG-a, galerija Stanković Zagreb (Hrvatska), 2011. Radost življenja (Joy de vivre) Gradska galerija Skoplje (Makedonija), Umjetnički paviljon ULUCG-a Podgorica. 2012. Izložba TAG, Galerija Collegium Artisticum – Sarajevo BiH.

## Spoljašnje veze
- http://www.ulucg.me/